# Gears of War 2
Gears of War 2 é um jogo eletrônico de tiro em terceira pessoa desenvolvido pela Epic Games e publicado pela Microsoft Game Studios exclusivamente para o Xbox 360. É a sequência do best-seller Gears of War, e foi anunciado por Cliff Bleszinski durante o evento Game Developers Conference no dia 20 de Fevereiro de 2008. O jogo utiliza uma versão atualizada do Unreal Engine 3. Durante a E3 2008, teve sua data de lançamento mundial marcada para o dia 7 de Novembro de 2008, incluindo o Brasil. O jogo difere de Gears of War por usar uma versão altamente modificada da Unreal Engine 3. O desenvolvimento de Gears of War 2, também trouxe ao time da Epic Games o escritor Joshua Ortega, para ajudar na história do jogo.
Em Gears of War 2, a Coligação de Governos Ordenados("COG - Coalition of Ordered Governments") continua a lutar contra a horda dos Locust, que através de um verme gigante tentam afundar cidades do planeta Sera. O sargento Marcus Fenix lidera o esquadrão Delta na direção do centro do planeta para tentar parar tal verme, porém, acabam descobrindo a verdadeira intenção das ações dos Locust. O jogador controla Marcus como o personagem principal da campanha, e no modo cooperativo o segundo jogador controla Dominic "Dom" Santiago. O jogo também inclui várias formas de jogo multijogador, como batalhas cinco-contra-cinco de humanos contra Locus, o modo "Horde"  onde até cinco jogadores são desafiados por "ondas" de Locust, que aumentam seu poder a cada nova onda. Novas mecânicas de jogo são adicionadas similares as lutas de hockey e a habilidade de utilizar adversários feridos como "paredes de carne".
Na sua semana de lançamento, Gears of War 2 vendeu acima de dois milhões de cópias, e em dois meses após o lançamento, quatro milhões de cópias foram vendidas. Foi o décimo sétimo best-seller dos jogos de 2009. O jogo recebeu tamanha apreciação quanto o seu jogo anterior, devido as novas funcionalidades no modo multijogador.

## Sinopse
O jogo se passa 6 meses após Gears of War onde milhares de locust sobreviveram e estão usando um método para afundar cidades inteiras.então os COG iniciam uma operação que consistia em mandar seus soldados para o subsolo dos locust e descobrir o que estava tragando as cidades.

## Jogabilidade
Gears of War é um jogo de tiro em terceira pessoa com ênfase no uso do Sistema de cobertura, sendo o gameplay similar ao do primeiro jogo. O jogador joga com Marcus Fenix ou Dominic Santiago no modo campanha, ou como humano ou John Winchester no modo multijogador, podendo carregar uma pistola, um tipo de granada e duas armas principais ao mesmo tempo, que podem ser encontradas em denominados pontos do mapa, ou ser pego de um inimigo abatido sendo convertido em munição, caso o jogador já possua tal arma. Toda arma pode ser utilizada tanto para disparo quanto para combates corpo-a-corpo; a arma idealizada no Gears of War, a "Lancer" é um Fuzil de assalto munido de uma baioneta de motosserra, usada para matar instantaneamente os adversários. O jogo também introduz a possibilidade de duelos de motosserra, caso seu adversário também esteja empunhando tal arma, ganhando aquele que pressionar de forma repetida mais rapidamente o botão B. Gears of War 2 também balanceou o poder das armas existentes e introduziu cinco armas novas: lança-chamas, metralhadora rotatória, morteiro, pistola Gorgon e a granada de gás. A metralhadora rotatória e o morteiro são armas pesadas, forçando o jogador a ter sua velocidade reduzida por utilizar as duas mãos para movê-las. A pistola Gorgon, é uma arma de uma mão do gênero das Submetralhadoras, disparando oito repetições de quatro tiros por recarga. A granada de gás não gera dano na sua detonação, porém envenena a área onde foi detonada sendo bastante útil para que os adversários saiam de sua cobertura. Ambas as granadas podem ser plantadas em paredes e portas, tornando-se uma mina de proximidade que é acionada quando inimigos entram ou saem de sua área de atuação.

### Multijogador
Entre as funcionalidades do Gears of War 2, está o modo que permite dez jogadores jogando simultaneamente em times de cinco contra cinco. Gears of War 2 inclui também os modos multijogador "Execution", "Warzone", "Annex" e "The King of the Hill" adicionando três novo modos.

## Trilha sonora
A Trilha sonora de Gears of War 2 foi lançada em 25 de Novembro de 2008, pela gravadora Sumthing Else Music Works. A trilha foi compsta por Steve Jablonsky.
| Gears of War 2 Soundtrack (62:27 mins) |                        |         |  |
| N.º                                    | Título                 | Duração |  |
| 1.                                     | "Return of the Omen"   | 1:57    |  |
| 2.                                     | "Hope Runs Deep"       | 5:30    |  |
| 3.                                     | "Green as Grass"       | 2:36    |  |
| 4.                                     | "Expectations"         | 1:58    |  |
| 5.                                     | "Finally, a Lead"      | 3:14    |  |
| 6.                                     | "Armored Prayer"       | 3:56    |  |
| 7.                                     | "Hold Them Off"        | 1:44    |  |
| 8.                                     | "Derrick Chase"        | 1:15    |  |
| 9.                                     | "Building Thunder"     | 2:06    |  |
| 10.                                    | "Hell Breaks Loose"    | 1:38    |  |
| 11.                                    | "Bedlam"               | 2:15    |  |
| 12.                                    | "Breakneck"            | 1:38    |  |
| 13.                                    | "Landown"              | 3:24    |  |
| 14.                                    | "Racing to Extinction" | 1:34    |  |
| 15.                                    | "If They Can Ride Em"  | 1:44    |  |
| 16.                                    | "Hollow"               | 1:49    |  |
| 17.                                    | "Unexpected Changes"   | 1:56    |  |
| 18.                                    | "March of the Horde"   | 2:05    |  |
| 19.                                    | "Highway"              | 1:12    |  |
| 20.                                    | "Denizens"             | 2:30    |  |
| 21.                                    | "With Sympathy"        | 2:53    |  |
| 22.                                    | "Insurmountable Odds"  | 3:16    |  |
| 23.                                    | "Bump in the Night"    | 2:06    |  |
| 24.                                    | "Frenzy"               | 1:50    |  |
| 25.                                    | "Outpost"              | 2:16    |  |
| 26.                                    | "Finale"               | 3:32    |  |
| 27.                                    | "Autumn of Mankind"    | 0:33    |  |